# Cienfuegos
Cienfuegos ou Cenfogos é um município e cidade de Cuba, capital da província de homônima. Está localizada no centro meridional do país, sobre a baía do mesmo nome (um braço do mar do Caribe). É um dos principais portos do país e um importante centro comercial de plantação de cana-de-açúcar.
Foi o local de uma inconclusiva batalha durante a Guerra Hispano-Americana.

Próximo à entrada da baía, encontra-se o castelo de Jagua, um forte construído entre 1740 e 1745. 

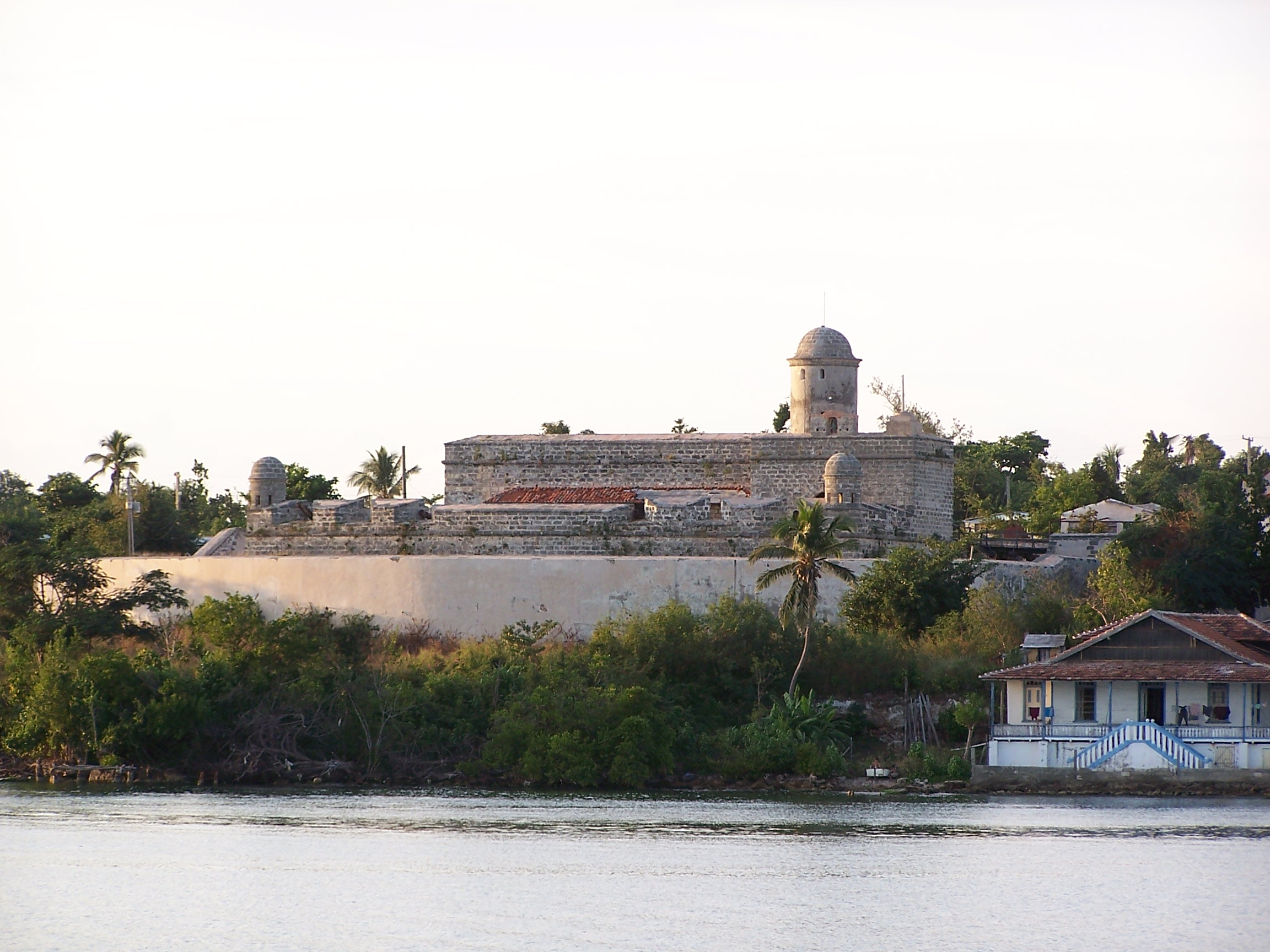
Forte de Jagua

## Demografia
- População (Censo 1981): 102 297 habitantes
- População (1991): 136 233 habitantes
- População (Censo 2002): 140 734 habitantes

## Geografia
- Altitude: 22 metros.
- Latitude: 22º 08' 45" Norte
- Longitude: 080º 26' 08" Oeste